# L'imprevisto (racconto)
L'imprevisto (The Unexpected) è un racconto dello scrittore statunitense Jack London ambientato nel periodo della corsa all'oro nel Grande Nord, apparso inizialmente in un periodico nel 1906 e pubblicato infine in volume l'anno successivo, assieme ad altri sette racconti, nella raccolta L'amore della vita.

## Trama
Alcuni cercatori d'oro si sono trattenuti anche in inverno nella remota località dello Yukon dove, durante l'estate, hanno raccolto polvere d'oro per circa ottomila dollari; fra loro c'è una donna, Edith, una inglese ligia a tutte le tradizioni del suo paese. Mentre i cercatori sono a colazione, uno di essi, Michael Dennin, spara improvvisamente contro i suoi colleghi per impossessarsi di tutto l'oro e ne uccide due, Hurkey e Dutchy. «Ḕ l'imprevisto». Edith comprende che lei e suo marito Hans saranno le prossime vittime, si slancia contro Dennin e con l'aiuto del marito riesce ad avere la meglio sull'assassino che viene immobilizzato. Hans vorrebbe ucciderlo subito, ma Edith si oppone: il criminale dev'essere consegnato a un tribunale. «Non era un impulso ragionato che la spingeva; né si trattava di pietà, o di obbedienza al “Tu non devi” della religione. Era piuttosto il senso innato della legge e della morale della sua razza e dell’ambiente in cui aveva passato la giovinezza». Le avverse condizioni climatiche impediscono ai due di condurre il prigioniero in una località abitata e consegnarlo alle forze dell'ordine; né gli indigeni Siwash sono disponibili ad aiutarli. Allora Edith e Hans costruiscono una specie di prigione e sorvegliano l'omicida col fucile in mano. Col passare del tempo la vita diventa del tutto insopportabile; anche il prigioniero non ne può più e supplica i due di ammazzarlo. Edith trova una via d'uscita: «le si affacciò l’idea che la legge non era altro che il giudizio e la volontà di un gruppo di persone; quante queste fossero, non importava». Lei e Hans organizzano perciò una specie di tribunale, facendo tutto insieme da testimoni, giudici e giurati. Pronunciano un verdetto di colpevolezza, emettono una sentenza di condanna a morte, e dopo aver messo al condannato un berretto di pelliccia perché non gli si congelino le orecchie, convocati gli indiani per far da testimoni all'esecuzione, impiccano il condannato a un albero con una corda dal cappio accuratamente preparato.

## Storia
Il racconto fu scritto da Jack London il 5 novembre 1905, apparve dapprima sul numero di agosto 1906 del mensile McClure's Magazine e infine compreso nel volume "Love of Life & Others Stories" (L'amore della vita) pubblicato dall'editore McMillan nel settembre 1907.

## Adattamenti
- Secondo la legge (in russo По закону?, Po zakonu), un film sovietico muto del 1926 diretto da Lev Vladimirovič Kulešov[5].

Sceneggiatore di questo film fu il critico formalista russo Viktor Šklovski il quale ne descrisse la genesi in un articolo del 1927 tradotto in lingua italiana da Giorgio Kraiski e incluso nell'antologia sul cinema dei Formalisti russi curata da quest'ultimo. Nel film sovietico sono inserite alcune scene non contenute nel racconto di London, ma soprattutto cambia il finale:
(Viktor Šklovski, "Il loro presente", in: Giorgio Kraiski (a cura di), I formalisti russi nel cinema, Milano, Bompiani, 1971, pp. 207-208)

## Edizioni
- (EN) Jack London, The Unexpected, in McClure's Magazine, XXVII, New York, The S.S. McClure Company, August 1906.
- (EN) The Unexpected, in Love of Life & Others Stories, illustrazioni di Charles Livingston Bull, New York, Macmillan and Co, 1907.
- L'imprevisto, in I cercatori d'oro : Racconti, traduzione di G. Delaudi, Milano, Monanni, 1928, SBN CUB0377015.
- L'imprevisto, in L'amore della vita : novelle, traduzione di Lieta Viscardini, Modernissima Milano, 1929, SBN LIA0019703.
- L'imprevisto, in L'amore della vita, traduzione di Maria Carlesimo Pasquali, Milano, Bietti Edit. Tip., 1931, SBN CUB0377115.
- L'imprevisto, in L'amore della vita, traduzione di Mauro Rossi, illustrazioni di Bernard Heron e Marc Lagarde, Trieste, E. Elle, c1995, SBN RAV0251554.
- L'imprevisto, in L'amore della vita, traduzione di Lieta Viscardini, (ebook), Landscape Books, 2015, ISBN 978-88-99403-01-0.